# Picato (Baralla)
Picato (llamada oficialmente Santa Cruz de Sobrado de Picato) es una parroquia y una aldea española del municipio de Baralla, en la provincia de Lugo, Galicia.

## Otras denominaciones
La parroquia también es conocida por el nombre de Santa Cruz do Picato.

## Organización territorial
La parroquia está formada por tres entidades de población:
- Cacabelos
- Santa Cruz
- Sobrado (Sobrado de Picato)[6]

## Demografía

### Parroquia
| Gráfica de evolución demográfica de Picato (parroquia) entre 2000 y 2019 |
|                                                                          |
| Datos según el nomenclátor publicado por el INE.                         |

### Aldea
| Gráfica de evolución demográfica de Sobrado de Picato (aldea) entre 2000 y 2019 |
|                                                                                 |
| Datos según el nomenclátor publicado por el INE.                                |